# Partie polityczne Irlandii
Partie polityczne Irlandii konkurują o miejsca w dwuizbowym parlamencie (Oireachtas), w skład którego wchodzą: izba wyższa Seanad Éireann i izba niższa Dáil Éireann, do których wybieranych jest odpowiednio 60 senatorów i 166 Teachta Dála.

## Aktualne partie w Oireachtas

### Partie koalicji rządzącej
- Fine Gael – chadecka, lider Enda Kenny
- Partia Pracy – socjaldemokratyczna, lider Eamon Gilmore

### Partie opozycyjne
- Fianna Fáil – konserwatywno-liberalna, lider Micheál Martin
- Sinn Féin – socjalistyczna i republikańska, lider Mary Lou McDonald
- koalicja wyborcza pod nazwą United Left Alliance:
  - Partia Socjalistyczna – trockistowska, lider Joe Higgins
  - People Before Profit Alliance
  - Workers and Unemployed Action Group
- Renua Ireland
- Anti-Austerity Alliance

## Pozostałe partie
- Éirígí
- Christian Democrats (The National Party)
- Christian Solidarity Party
- Fís Nua
- Partia Zielonych
- Republican Sinn Féin
- Letterkenny Residents Party (Elections in Letterkenny area only)
- Seniors Solidarity Party (Local elections in County Dublin only)
- Socialist Workers Party
- South Kerry Independent Alliance (Elections in South Kerry only)
- Workers' Party
- Saoradh